# How I Met Your Mother/Staffel 3
Die dritte Staffel der amerikanischen Sitcom How I Met Your Mother hatte ihre Erstausstrahlung vom 24. September 2007 bis zum 19. Mai 2008 auf dem Sender CBS. Die deutschsprachige Erstausstrahlung sendete der Free-TV-Sender ProSieben vom 21. Februar bis zum 4. Juli 2009.

## Darsteller
| Rollenname                    | Schauspieler        |
| ----------------------------- | ------------------- |
| Theodore „Ted“ Evelyn Mosby   | Josh Radnor         |
| Marshall Eriksen              | Jason Segel         |
| Robin Charles Scherbatsky Jr. | Cobie Smulders      |
| Barney Stinson                | Neil Patrick Harris |
| Lily Aldrin                   | Alyson Hannigan     |

## Episoden
| Nr. (ges.) | Nr. (St.) | Deutscher Titel           | Originaltitel           | Erstausstrahlung USA | Deutschsprachige Erstausstrahlung (D) | Regie         | Drehbuch                                 |
| --- | --------- | ------------------------- | ----------------------- | -------------------- | ------------------------------------- | ------------- | ---------------------------------------- |
| 45 | 1         | Der Adonis                | Wait for It             | 24. Sep. 2007        | 21. Feb. 2009                         | Pamela Fryman | Carter Bays & Craig Thomas               |
| Robin hat nach ihrer Trennung von Ted einige Zeit in Argentinien verbracht und kommt mit einem neuen Freund von dort zurück. Dieser ist attraktiv und Lily und Marshall sind im Gegensatz zu Ted begeistert von ihm und dessen Lebenseinstellung. Ted versucht daraufhin, die Trennung zu gewinnen und lässt sich auf eine Frau aus der Bar ein, wegen der er sich betrunken einen Schmetterling tätowieren lässt. Als er Robin darauf anspricht, dass er wütend ist, weil sie die Trennung scheinbar schon überwunden hat, gibt sie zu, wie schlecht es ihr immer noch geht. |           |                           |                         |                      |                                       |               |                                          |
| 46 | 2         | Wir sind nicht von hier   | We’re Not from Here     | 1. Okt. 2007         | 28. Feb. 2009                         | Pamela Fryman | Chris Harris                             |
| Robin versucht den Lebenswandel aufrechtzuerhalten, den sie in Argentinien gepflegt hat. Barney denkt, dass er bessere Chancen bei Frauen hat, wenn er so tut, als wäre er ein Tourist, und überredet auch Ted dazu. Sie lassen sich von zwei Frauen New York zeigen, doch als Ted erfährt, dass diese eigentlich in New Jersey wohnen, wird er böse und verrät sich und Barney. Robin sieht ein, dass sie ihr „Urlaubs-Ich“ nicht beibehalten kann. Sie macht mit ihrem Freund Schluss und vertreibt dessen Freunde aus ihrer Wohnung. |           |                           |                         |                      |                                       |               |                                          |
| 47 | 3         | Angst vorm Dreirad        | Third Wheel             | 8. Okt. 2007         | 7. März 2009                          | Pamela Fryman | David Hemingson                          |
| Robin hat ein Date, das besonders gut läuft. Entgegen ihren Vorsätzen will sie mit dem Mann schlafen und versucht sich im Restaurant noch die Beine zu rasieren. Ted trifft Trudy mit einer Freundin und bekommt die Gelegenheit zu einem Dreier, ist sich aber nicht sicher, ob er dem Druck standhalten kann. Robin stürzt auf der Toilette, als sie sich rasiert und ihr Date geht mit einer Kellnerin davon. Ted verrät nicht, ob er die Gelegenheit zu dem Dreier genutzt hat oder nicht. |           |                           |                         |                      |                                       |               |                                          |
| 48 | 4         | Kleine Jungs              | Little Boys             | 15. Okt. 2007        | 14. März 2009                         | Rob Greenberg | Kourtney Kang                            |
| Robin trifft sich mit George, dem Vater eines Kindergartenkindes von Lily. Derweil diskutieren Barney, Marshall und Ted darüber, wer von ihnen am besten auf das andere Geschlecht wirkt. Barney und Ted schließen eine Wette ab. Beide wollen die gleiche Frau in der Bar ansprechen. Da sie Barney ohrfeigt und anscheinend bereits mit ihm geschlafen hat, versucht Ted sein Glück, doch er bekommt Bedenken, sich auf eine abgelegte Eroberung Barneys einzulassen. Wie sich herausstellt, hatte Barney gelogen und nutzt nun seine Chance bei der von Ted verlassenen Frau, die es aber, nach Ted, langsam angehen lassen will, sehr zu Barneys Unmut. Robin trifft den Sohn ihres Freundes, der ihr ein Bild von seiner „neuen Mum“ zeigt. Robin will sich daher nicht mehr mit George treffen, doch es stellt sich heraus, dass das Bild eine andere Frau zeigt, mit der der Mann sich auch trifft. |           |                           |                         |                      |                                       |               |                                          |
| 49 | 5         | Irre heiß                 | How I Met Everyone Else | 22. Okt. 2007        | 21. März 2009                         | Pamela Fryman | Gloria Calderon Kellett                  |
| Ted hat eine neue Freundin. Auf ihre Bitte erzählen Lily und Marshall, wie sie sich kennengelernt haben. Lily sagt, irgendetwas habe sie zu Marshalls Zimmer gezogen, woraufhin Ted zugibt, dass er glaube, ein paar Tage zuvor betrunken Lily geküsst zu haben. Als beide Marshall das gestehen, kann er sich erinnern, dass beide jeweils jemand anderen geküsst haben, was auch stimmt. Teds neue Freundin stellt sich als verrückt heraus, ist eifersüchtig sowohl auf Robin als auch auf Lily und macht mit Ted Schluss. |           |                           |                         |                      |                                       |               |                                          |
| 50 | 6         | Das bin nicht ich         | I’m Not That Guy        | 29. Okt. 2007        | 28. März 2009                         | Pamela Fryman | Jonathan Groff                           |
| Barney entdeckt einen Pornofilm, dessen Hauptdarsteller Ted Mosby heißt. Während Ted und Barney auf der Adult Video Expo einen Mann finden, der mit Ted zur Schule ging und aus Bewunderung dessen Namen für seine Porno-Karriere verwendet, beichtet Lily Robin, dass sie ein Shopping-Problem und dadurch massenhaft Schulden hat. Deshalb überredet Lily ihren Mann, ein Vorstellungsgespräch bei Nicholson, Hewitt & West anzunehmen. Die vertritt zwar alle Werte, die Marshall ablehnt, doch das sehr hohe Gehalt bewegt Marshall dann doch, den Job anzunehmen. Marshall erfährt zwar nichts von Lilys Geldsorgen, sagt aber bei NH&W zu, da er dort ausschließlich für den Freizeitpark „Tuckahoe Funland“ zuständig wäre, den „am wenigsten bösen Ort auf der Welt“, was sich aber als Trugschluss herausstellt.                                                                                  |           |                           |                         |                      |                                       |               |                                          |
| 51 | 7         | Spurensicherung           | Dowisetrepla            | 5. Nov. 2007         | 4. Apr. 2009                          | Pamela Fryman | Brenda Hsueh                             |
| Marshall und Lily sind genervt von Ted und wollen eine eigene Wohnung kaufen, was sich aufgrund Lilys Schulden als schwierig erweist. Barney nutzt eine der Wohnungen, die zum Verkauf stehen, um dorthin eine Frau einzuladen. Lily und Marshall kaufen die Wohnung trotz ihrer Schulden, wobei sich herausstellt, dass die Wohnung in der Nähe der stinkenden Tierkadaverbeseitigungsanlage liegt. |           |                           |                         |                      |                                       |               |                                          |
| 52 | 8         | Glück und Glas            | Spoiler Alert           | 12. Nov. 2007        | 11. Apr. 2009                         | Pamela Fryman | Stephen Lloyd                            |
| Marshall gelangt nicht an die Ergebnisse seiner Anwaltsprüfung, weil er sein Passwort vergessen hat. Ted hat eine neue Frau namens Cathy kennengelernt, die er seinen Freunden unbedingt vorstellen möchte. Seine Freunde aber begreifen kaum, dass Ted noch nicht Cathys größten Makel bemerkt hat: Sie redet enorm viel. Nachdem Ted dies schlagartig klar wird, beginnt eine Reihe von weiteren Enthüllungen. Als ein Streit entbrennt, erinnern sie sich auch an eine Wortkombination, die Marshall über Stunden gesungen hat. Diese stellt sich als sein Passwort heraus, mit dem er nun Zugang zu den Examenergebnissen erhält und herausfindet, dass er bestanden hat und damit Anwalt ist. Daraufhin vertragen sich alle wieder. Ted trennt sich bald wieder von Cathy und sie findet einen Mann für sich, der passenderweise taub ist.                                                            |           |                           |                         |                      |                                       |               |                                          |
| 53 | 9         | Klapsgiving               | Slapsgiving             | 19. Nov. 2007        | 18. Apr. 2009                         | Pamela Fryman | Matt Kuhn                                |
| Robin und Ted können nach ihrer Trennung immer noch nicht miteinander befreundet sein, zudem ist Robin neuerdings mit einem älteren Mann zusammen. Als Robin und Ted einen Kuchen backen wollen, kommt es zum Streit zwischen ihnen und am Ende schlafen sie miteinander. Marshall will Barney ohrfeigen – diese Ankündigung versetzt Barney in große Angst, sodass Lily Marshall erst verbietet, ihn zu schlagen, es ihm letzten Endes aber doch erlaubt. Robin und Ted merken, dass sie doch noch Freunde sind. |           |                           |                         |                      |                                       |               |                                          |
| 54 | 10        | Schweiß, Tränen und Heidi | The Yips                | 26. Nov. 2007        | 25. Apr. 2009                         | Pamela Fryman | Jamie Rhonheimer                         |
| Die Freunde beschließen gemeinsam ins Fitnessstudio zu gehen. Dort trifft Barney die erste Frau, mit der er geschlafen hat. Nachdem sie ihm sagt, dass der Sex mit ihm nicht besonders toll war, verliert Barney sein Selbstvertrauen und schafft es auf einer Victoria’s-Secret-Party nicht mehr, eines der Models anzusprechen. Marshall leidet unter seiner strengen Fitnesstrainerin, die er am Ende an Ted weitergibt, der im Studio nie trainiert hat. Barney hat erneut Sex mit der Frau und kann sein Selbstvertrauen zurückgewinnen. |           |                           |                         |                      |                                       |               |                                          |
| 55 | 11        | Die Platin-Regel          | The Platinum Rule       | 10. Dez. 2007        | 2. Mai 2009                           | Pamela Fryman | Carter Bays & Craig Thomas               |
| Ted will mit seiner Hautärztin, Stella, ausgehen. Die Freunde sind dagegen und jeder von ihnen erzählt eine Geschichte, die beweist, warum man sich mit niemandem einlassen sollte, mit dem man auch nach der Trennung noch zu tun haben muss. Es stellt sich heraus, dass Stella kein Date wollte, sondern Ted nur zu einem Kinoabend mit Freunden eingeladen hat, da sie mit Patienten nichts anfangen darf. |           |                           |                         |                      |                                       |               |                                          |
| 56 | 12        | Tue Böses, ernte Gutes    | No Tomorrow             | 17. März 2008        | 9. Mai 2009                           | Pamela Fryman | Carter Bays & Craig Thomas               |
| Es ist St. Patrick’s Day und Ted geht mit Barney aus, der die Theorie vertritt, dass man für böse Taten Gutes erntet. Ted erprobt dies und es scheint zu funktionieren. Marshall und Lily zeigen Robin ihre neue Wohnung, die, wie sich zeigt, schief ist. Am nächsten Morgen merkt Ted, dass er nur betrunken war und sich eigentlich den ganzen Abend unausstehlich verhalten hat. |           |                           |                         |                      |                                       |               |                                          |
| 57 | 13        | Zehn Sitzungen            | Ten Sessions            | 24. März 2008        | 16. Mai 2009                          | Pamela Fryman | Chris Harris, Carter Bays & Craig Thomas |
| Ted lässt sich in zehn Sitzungen einen kleinen Schmetterling von seinem Hintern entfernen, wobei er versucht Stella, die Hautärztin, zu einem Date zu überreden. Diese lehnt jedoch immer wieder ab. Ted beschließt sich nicht so einfach abspeisen zu lassen. Dabei verliebt sich die Arzthelferin Abby in Ted, was ihm zusätzliche Probleme bereitet. Obwohl Ted kein Interesse an ihr hat, ist er auffällig nett zu ihr, um bei Stella einen guten Eindruck zu hinterlassen. Da Ted nicht von Stella ablässt, nutzt Barney die Gunst der Stunde und reißt Abby auf. Nach seiner 10. Sitzung überrascht Ted Stella mit einem 2-Minuten-Date, da Stellas Mittagspause genau so kurz ist, was Stella letzten Endes überzeugt. |           |                           |                         |                      |                                       |               |                                          |
| 58 | 14        | Die Rächerin              | The Bracket             | 31. März 2008        | 23. Mai 2009                          | Pamela Fryman | Joe Kelly                                |
| Eine geheimnisvolle Frau warnt andere Frauen vor Barney. Um herauszufinden, um wen es sich handelt, gehen die Freunde alle Frauen Barneys durch und diskutieren, welcher er das Schlimmste angetan hat. Ihr Vorgehen stellt dabei exemplarisch den Turnierverlauf (Bracket) der March Madness im College-Basketball dar. Lily erwartet, dass Barney sich bei den vier am gemeinsten behandelten Frauen, den Final Four, entschuldigt. Die Entschuldigungen verlaufen nicht unbedingt sehr gut. Am Ende hat Barney die Fremde noch nicht gefunden. |           |                           |                         |                      |                                       |               |                                          |
| 59 | 15        | Die Kette des Anbrüllens  | The Chain of Screaming  | 14. Apr. 2008        | 30. Mai 2009                          | Pamela Fryman | Carter Bays & Craig Thomas               |
| Ted kauft sich ein Auto. Marshall ist von seinem Chef angebrüllt worden und überlegt, wie er darauf reagieren soll. Dank Barney brüllt er schließlich zurück und kündigt vor Wut seine Arbeit. Dies ist problematisch, weil die neue Wohnung des Paars noch nicht bezahlt ist. Ted verkauft sein Auto und leiht Marshall das benötigte Geld. |           |                           |                         |                      |                                       |               |                                          |
| 60 | 16        | Jugendliebe               | Sandcastles in the Sand | 21. Apr. 2008        | 6. Juni 2009                          | Pamela Fryman | Kourtney Kang                            |
| Ein Ex-Freund Robins, Simon, besucht sie und sie ist immer noch begeistert von ihm, obwohl er offenkundig nichts erreicht hat und merklich gealtert ist. Gegen den Willen der Freunde trifft sie sich mit ihm. Wie sich zeigt, kennt Simon Robin, weil er in ihrem zweiten Musikvideo mitgespielt hat. Nachdem er von diesem Video weiß, sucht Barney dieses überall. Robin und Simon treffen sich, bis Simon wieder mit ihr Schluss macht. Verletzt und enttäuscht wird sie von Barney getröstet. Robin zeigt ihm das Video ihres zweiten Songs. Schließlich küssen Barney und Robin sich. |           |                           |                         |                      |                                       |               |                                          |
| 61 | 17        | Die Ziege                 | The Goat                | 28. Apr. 2008        | 13. Juni 2009                         | Pamela Fryman | Stephen Lloyd                            |
| Robin und Barney haben miteinander geschlafen und wollen das für sich behalten, doch beide haben ein schlechtes Gewissen. Ted hat Geburtstag und es findet eine Feier statt. In seiner Wohnung findet Ted eine Ziege, die Lily vor dem Schlachter gerettet hat. Robin gesteht Ted ihre Nacht mit Barney, aber er ist nicht böse auf sie. Doch er beendet die Freundschaft zu Barney, von dem er sich hintergangen fühlt. |           |                           |                         |                      |                                       |               |                                          |
| 62 | 18        | Der Lückenfüller          | Rebound Bro             | 5. Mai 2008          | 20. Juni 2009                         | Pamela Fryman | Jamie Rhonheimer                         |
| Barney und Ted haben sich immer noch nicht vertragen. Barney sucht deswegen nach einem neuen Freund, muss sich am Ende aber mit einem eher unzureichenden Kandidaten begnügen, dem er aber dennoch zu einer Frau verhelfen kann. Stella gesteht Ted, dass sie seit fünf Jahren keinen Sex mehr hatte und ist böse, als Ted dies seinen Freunden erzählt, verzeiht ihm aber und stellt ihn ihrer Tochter vor. |           |                           |                         |                      |                                       |               |                                          |
| 63 | 19        | Alles muss raus           | Everything Must Go      | 12. Mai 2008         | 27. Juni 2009                         | Pamela Fryman | Jonathan Groff & Chris Harris            |
| Lily versucht ihre Gemälde zu verkaufen um Geld für Handwerker aufzutreiben. Barney wird von einer Unbekannten sabotiert und als er in ihr die Arzthelferin Abby erkennt, täuscht er mit ihr eine Beziehung vor, um Ted den Spiegel vorzuhalten. Zuerst will niemand Lilys Werke kaufen, doch ein Tierarzt fischt sie aus dem Müll und wie sich herausstellt, wirken die Bilder beruhigend auf Hunde, woraufhin Lily noch mehr Bilder an den Tierarzt verkauft. Abby nimmt die Beziehung zu Barney langsam ernst und er verlässt sie. |           |                           |                         |                      |                                       |               |                                          |
| 64 | 20        | Wunder über Wunder        | Miracles                | 19. Mai 2008         | 4. Juli 2009                          | Pamela Fryman | Carter Bays & Craig Thomas               |
| Ted will mit Stella Schluss machen, aber Stella versteht ihn falsch und hält alles nur für einen Streit. Ted hat in einem Taxi einen Autounfall, ist aber unverletzt. Aber als Barney hört, dass Ted im Krankenhaus liegt, läuft er den ganzen Weg bis dorthin und wird dabei von einem Bus angefahren. Als Barney schwer verletzt im Krankenhausbett liegt, vertragen er und Ted sich wieder. Ted besinnt sich darauf, was ihm wichtig ist, und macht Stella einen Heiratsantrag. |           |                           |                         |                      |                                       |               |                                          |